# Eberhard von Danckelman

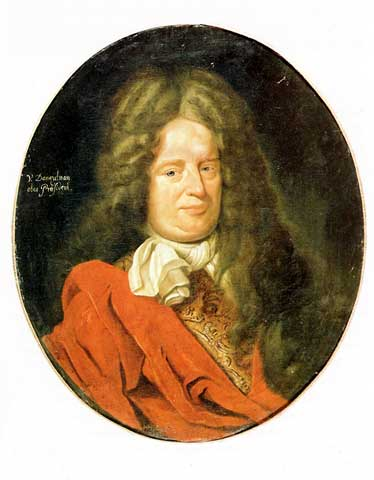
Eberhard von Danckelman,
Ölgemälde von David Richter d. Ä. (um 1690)

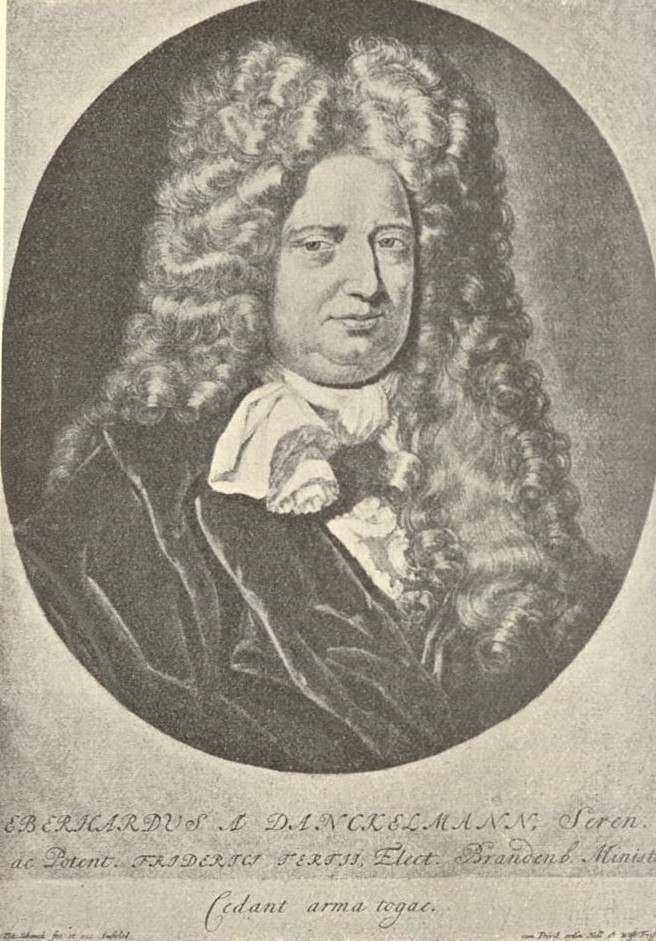
Peter Schenk der Ältere: Eberhard Danckelmann

Eberhard Christoph Balthasar Freiherr von Danckelman (* 23. November 1643 in Lingen (Ems); † 31. März 1722 in Berlin; auch Danckelmann geschrieben) war Hauslehrer des ersten preußischen Königs, brandenburgischer Minister, preußischer Oberpräsident (= Premierminister) und Reichsfreiherr.

## Leben
Danckelman war der vierte von sieben Söhnen eines Landrichters und wuchs in der Grafschaft Lingen auf. Nach seinem Studium in Utrecht wurde er mit nur 21 Jahren Erzieher des (zweitgeborenen) brandenburgischen Kurprinzen, des späteren Königs Friedrich I. in Preußen. Danckelmann ging, seiner eigenen, streng calvinistischen Erziehung entsprechend, sehr schroff mit dem zarten Prinzen um; er soll den achtjährigen Friedrich gezwungen haben, Sätze aufzuschreiben wie: „Fritz wird ein Esel bleiben“.

### Berufung in Regierungsämter
Friedrich I. ernannte ihn nach seinem Regierungsantritt als Kurfürst Friedrich III. von Brandenburg 1688 zum Geheimen Staats- und Kriegsrat, 1692 zum Präsidenten der Regierung des Herzogtums Kleve und 1695 schließlich zum Premierminister und Oberpräsidenten aller Landeskollegien. Danckelman arbeitete planmäßig an der Zentralisierung der Staatsverwaltung, förderte die Entstehung von Manufakturen und stärkte die Bedeutung und den Einfluss des Bürgertums. Für die Zeit um 1688 wird Dankelmann als Gesandter des Kurfürsten am Reichstag in Regensburg genannt.
In Danckelmans Verantwortung fällt die Gründung der Universität Halle 1694 und der Akademie der Künste in Berlin 1696.
Mit ihm gewannen auch seine sechs Brüder an Einfluss, so dass man vom Danckelmanschen Siebengestirn sprach. Von Kaiser Leopold I. wurde er gemeinsam mit seinen Brüdern in den Reichsfreiherrenstand erhoben.
Danckelmans Erfolg und Macht weckten den Neid anderer Adliger, und die Einsetzung seiner sechs Brüder in einflussreiche Ämter verstärkte die Abneigung gegen das „Siebengestirn“. Er vermehrte den gegen ihn sich ansammelnden Hass durch seine rücksichtslose Strenge gegen alle Untergebenen.

### Sturz und Verhaftung
Danckelman machte sich in einflussreichen Kreisen dadurch Feinde, dass er gegen die welfische Politik opponierte. Am 27. November 1697 wurde er auf Betreiben seiner Feinde Fuchs, Barfus und Dohna gestürzt und verhaftet.
Die Anklage gegen ihn umfasste 290 Anklagepunkte, von denen die meisten sich als unbegründet erwiesen. Das Verfahren zog sich dennoch über Jahre hin. Ohne Urteil wurde Danckelman schließlich durch eine Kabinettsorder Friedrichs I. zu lebenslanger Haft verurteilt. Seine Güter wurden eingezogen, darunter auch sein unmittelbar neben dem Friedrichswerderschen Rathaus gelegenes prächtiges Palais, das fortan als „Fürstenhaus“ zur Unterbringung von Staatsgästen genutzt wurde. Danckelmann verlor außerdem seine Pension sowie seine erblich zugesagten Würden. Die wichtigste Ursache für seinen Sturz wird im persönlichen Verhältnis zu seinem ehemaligen Schüler – Friedrich I. – zu suchen sein, der es vermied, seinem ehemaligen Lehrer wieder zu begegnen. Danckelman war von 1698 bis 1707 in der Festung Peitz inhaftiert.

### Freilassung, Rehabilitation und postume Ehrung
Friedrich I. amnestierte ihn 1707 und erlaubte ihm, in Cottbus zu leben. Auch wurden Danckelman aus dem konfiszierten Vermögen 2000 Taler jährlich bewilligt. Zu einer Versöhnung mit Friedrich I. kam es jedoch nie. Friedrich Wilhelm I. berief ihn nach seiner Thronbesteigung 1713 auf ehrenvolle Weise an den Hof zurück und bat ihn um seinen Rat. Eine Revision seines Prozesses und eine Rückgabe seiner Güter fanden aber nicht statt.
Eberhard von Danckelman starb 1722 im Alter von 78 Jahren in Berlin. Er wurde, wie seine Brüder, im Gruftgewölbe der Dorotheenstädtischen Kirche beigesetzt. Anlässlich des Neubaus der Kirche 1861–1863 kam es zu einer Bestattung ihrer sterblichen Überreste auf dem anliegenden Kirchhof. Die Grabmäler gingen spätestens bei der Einebnung von Kirche und Kirchhof im Jahr 1965 verloren.
Am 14. April 1885 wurde eine neu angelegte Straße im heutigen Berlin-Charlottenburg Danckelmannstraße genannt. Auch in Neustadt (Dosse) wurde eine Straße zu Ehren Danckelmans benannt.

## Büste in der Siegesallee
Für die ehemalige Berliner Siegesallee gestaltete der Bildhauer Gustav Eberlein eine marmorne Büste Danckelmans als Seitenfigur der Denkmalgruppe 26 zu dem zentralen Standbild für König Friedrich I., enthüllt am 3. Mai 1900. Danckelman hält in der Hand eine Urkunde und wird mit Allongeperücke und ernstem Blick als weitsichtiger, entschlossener Staatsmann präsentiert. Die Büste ist mit leichten Beschädigungen erhalten und wird seit Mai 2009 in der Zitadelle Spandau aufbewahrt.